# أمراض وطفيليات الأسماك

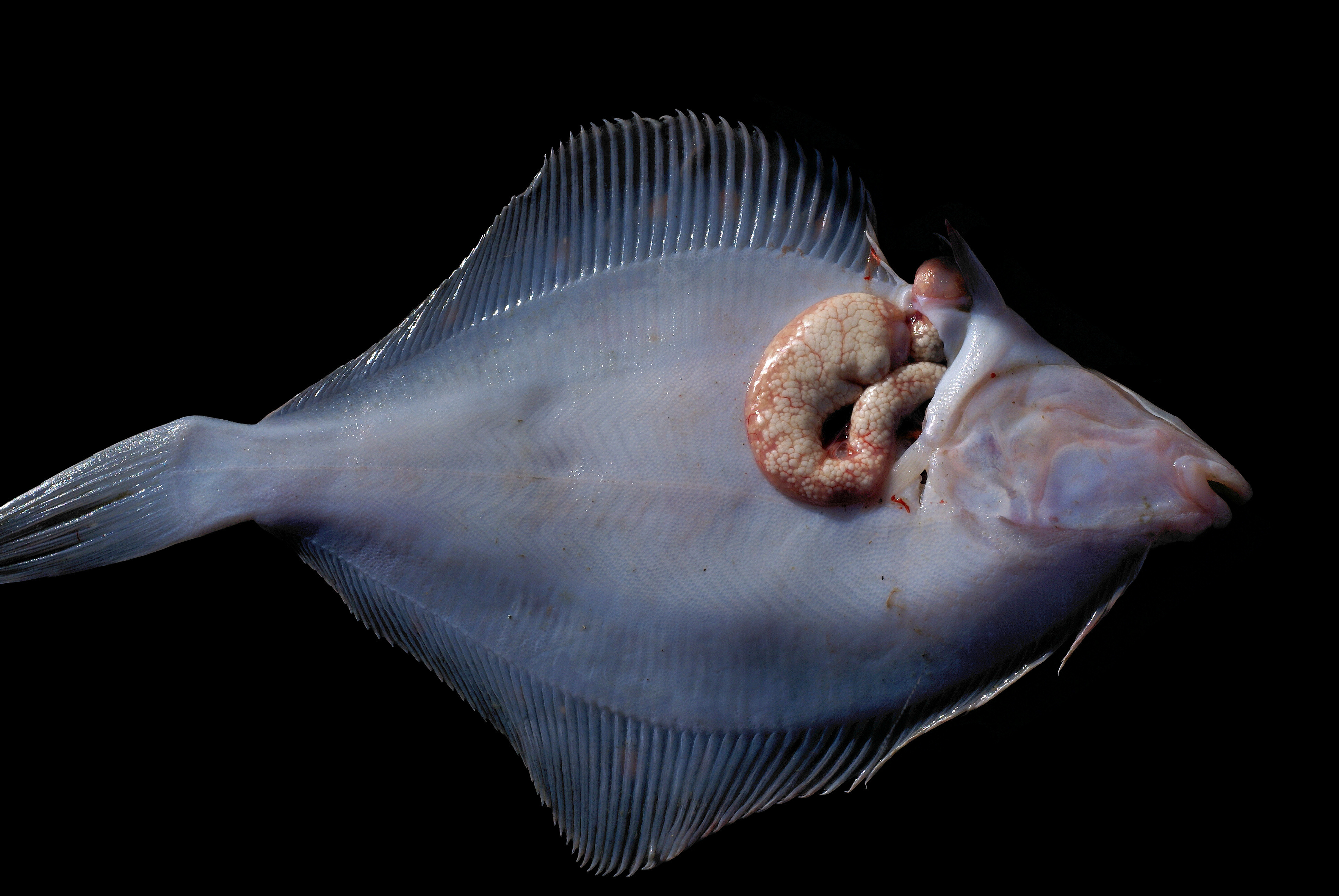
هذه السمكة المسطحة ليماندا لها نمو يسمى زينوما. يحدث بسبب الطفيلي الفطري مكروي الأبواغ في الأمعاء.

تعاني الأسماك من الأمراض والطفيليات مثل البشر والحيوانات الأخرى. تنقسم دفاعات الأسماك ضد المرض إلى دفاعات محددة وأخرى غير محددة. تشمل الدفاعات غير المحددة الجلد والقشور، بالإضافة إلى الطبقة المخاطية يفرزها الجلد التي تحبس الكائنات الحية الدقيقة وتمنع نموها. إذا خرقت ممرضات هذه الدفاعات، يمكن للأسماك تطوير استجابات التهابية تزيد من تدفق الدم إلى المناطق المصابة وتوصل خلايا الدم البيضاء التي تحاول تدمير الممرضات بالمنطقة.
الدفاعات النوعية هي استجابات مخصصة للممرضات المحددة المعترف بها من قبل جسم السمكة، وهي الاستجابات المناعية التكيفية. في السنوات الأخيرة، أصبحت اللقاحات مستخدمة على نطاق واسع في الزراعة المائية وأسماك الزينة، على سبيل المثال لقاحات الدرن في فيروس السلمون المزروع وفيروس الهربس في كوي. ومن الأمثلة على الأمراض السمكية المهمة تجاريا هو الميخوط الدماغي، وهو من فصيلة الميخوطيات.

## المرض
جميع الأسماك تحمل ممرضات وطفيليات، والتي عادةً ما تكون مضرة بشكل كبير بصحة بعض الأسماك. إذا كانت الأعراض مرتفعة بما فيه الكفاية، فيمكن أن توصف التأثيرات بأنها مرض. ومع ذلك لا يفهم المرض في الأسماك جيدًا. أغلب الأمراض المعروفة عن الأسماك هي تلك الخاصة بأسماك الزينة، ومؤخرا أكثر، الأسماك المستزرعة.
المرض عامل رئيسي مؤثر على وفيات الأسماك، خاصة عندما تكون الأسماك صغيرة. يمكن للأسماك أن تحد من تأثيرات مسببات الأمراض والطفيليات بوسائل سلوكية أو كيميائية حيوية، ولهذه الأسماك مزايا إنجابية. العوامل المتفاعلة تؤدي إلى تحول العدوي من الدرجة المنخفضة إلى عدوي قاتلة. على وجه الخصوص، الأشياء التي تسبب الإجهاد، مثل الجفاف الطبيعي، التلوث أو الحيوانات المفترسة، يمكن أن تؤدي إلى تفشي المرض. 

يمكن أن يكون المرض أيضًا مشكلة خاصة عندما تؤثر الممرضات والطفيليات التي تنقلها الأنواع المستقدمة على الأنواع الواطنة. قد يجد النوع المستقدم سهولة في الغزو إذا تم إلهاء الحيوانات المفترسة والمنافسين المحتملين بسبب المرض.

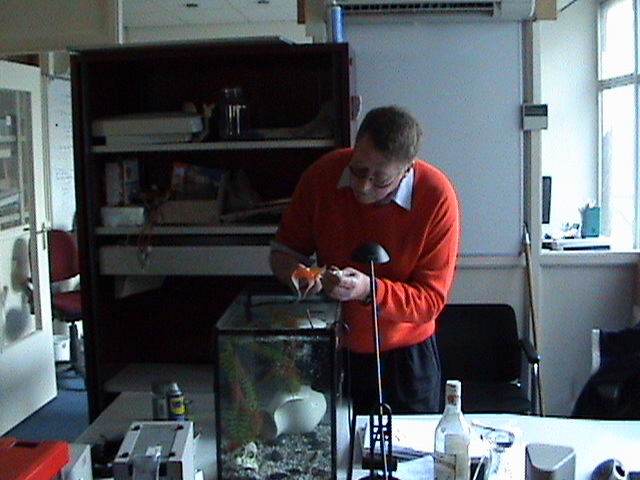
طبيب بيطري يعطي حقنة لسمكة ذهبية

تشمل الممرضات التي يمكن أن تسبب الأمراض للأسماك:
- الالتهابات الفيروسية، مثل سرطان الغدد الليمفاوية كما وجدت في أنواع ايسوكس.[9]
- الالتهابات البكتيرية، مثل الزائفة المتألقة التي تؤدي إلى تعفن الزعانف وخزب الأسماك.
- الالتهابات الفطرية.
- التهابات الطلائعيات البيضية.
- الطفيليات التولانية، مثل مجذافيات الأرجل.
- الطفيليات أحادية الخلية، مثل قاملة الأسماك.
- بعض الطفيليات الدودية مثل Eustrongylides.

## طفيليات
الطفيليات في الأسماك ظاهرة طبيعية شائعة. يمكن أن توفر الطفيليات معلومات عن تعداد أفراد البيئة المضيفة. في أحياء المسامك، على سبيل المثال، يمكن استخدام مجتمعات الطفيليات لتمييز المجموعات المتميزة من نفس الأنواع السمكية التي تعيش في المنطقة جنباً إلي جنب. بالإضافة إلى ذلك، تمتلك الطفيليات مجموعة متنوعة من السمات المتخصصة واستراتيجيات حياتية تاريخية تمكنها من غزو أجساد المضيفين. إن فهم هذه الجوانب لبيئة الطفيليات، يمكنها أن تظهر استراتيجيات تجنب الطفيل التي يستخدمه المضيفون.
عادةً ما تحتاج الطفيليات (والممرضات) إلى تجنب قتل مضيفيها، لأن تفوق المضيفات يمكن أن يتسبب في تفوق الطفيليات المعتمدة عليها. قد تعمل القيود التطورية حتى تتجنب الطفيليات من قتل مضيفيها، أو قد يكون التنوع الطبيعي في استراتيجيات دفاع المضيفة كافيا لإبقاء طفيليات المضيفين قابلين على العيش. يمكن أن تضعف العدوى الطفيلية رقصة التزاوج الخاصة بذكور أبو شوكة ثلاثي الشوكات. عندما يحدث ذلك، ترفضهم الإناث، مما يشير إلى وجود آلية قوية لاستنقاء مقاومة الطفيليات.
ومع ذلك، لا ترغب جميع الطفيليات في إبقاء مضيفيها على قيد الحياة، وهناك طفيليات ذات دورات حياة متعددة المراحل، تقوم بمجهود لقتل مضيفها. على سبيل المثال، بعض الديدان الشريطية تجعل بعض الأسماك تتصرف بطريقة تسمح للطيور المفترسة بالإمساك بها. ليكون الطائر المفترس هو المضيف التالي للطفيل في المرحلة التالية من دورة حياته. على وجه التحديد، تحول الدودة الشريطية البلهارسيا الصلبة السمكة المصابة إلى اللون الأبيض، ثم تجعلها أكثر طفوًا حتى تطفوا على سطح الماء، وتصبح سهلة الرؤية ويسهل صيدها للطيور المارة.
يمكن للطفيليات أن تكون داخلية أو خارجية. بعض طفيليات الأسماك الداخلية طويلة، مثل الديدان الأسطوانية فيلوميترية اللفائف وهي طفيلية في مبيض أنثى الهامور أسود الطرف. الطفيل الأنثوي البالغ عبارة عن دودة حمراء يمكن أن يصل طولها إلى 40 سم، وقطرها 1.6 مم فقط؛ تكون الذكور صغيرة. توجد الطفيليات الداخلية الأخرى داخل خياشيم الأسماك، وتشمل المثقوبات المكيسة،  بضعة ديدان إسطوانية من جنس Huffmanela، بما في ذلك Huffmanela ossicola التي تعيش داخل العظام الخيشومية،  وطفيليات مكيسة من فصيلة المهتزات. تتطفل أنواع عديدة من الطلائعيات ومخاطيات الأبواغ أيضا على الخياشيم، حيث تشكل أكياسًا.
الخياشيم السمكية هي المواطن المفضلة للعديد من الطفيليات الخارجية، التي تعلق على الخياشيم ولكنها تعيش خارجها. الأكثر شيوعا منها هي أحادية العائل ومجموعات معينة من مجذافيات الأرجل الطفيلية، والتي يمكن أن تكون عديدة للغاية. الطفيليات الخارجية الأخرى الموجودة على الخياشيم هي العلقيات، وفي مياه البحر، يرقات gnathiid متماثلة الأرجل. الطفيليات السمكية متماثلة الأرجل هي في معظمها خارجية وتتغذى على الدم. لدي يرقات عائلة Gnathiidae وcymothoidids البالغة أجزاء فم ثاقبة ومصاصة وأطراف مخلبة تتكيف للتشبث على مضيفيها. سيموثوا إكسيجوا هو طفيل للعديد من الأسماك البحرية يؤدي إلى ضمور لسان السمك ويأخذ مكانه، في ما يُعتقد انه أول حالة اكتشفت يستبدل فيها طفيلي بنية جسم مضيف وظيفيا في الحيوانات.
تشمل الأمراض طفيلية الأخرى: salaris Gyrodactylus, multifiliis وقاملة السمك، cryptocaryon, Brooklynella hostilis,  Glugea, thyrsites Kudoa Tetracapsuloides bryosalmonae, Cymothoa exigua، العلقيات، الديدان الإسطوانية، المثقوبات، الأرغول.
على الرغم من أن الطفيليات تعتبر ضارة بشكل عام، إلا أن القضاء على جميع الطفيليات لن يكون مفيدًا بالضرورة. تمثل الطفيليات نصف تنوع الحياة أو أكثر؛ وتؤدي دورًا بيئيا مهما (عن طريق إضعاف الفرائس) والتي قد تستغرق النظم البيئية بعض الوقت للتكيف معها؛ وبدون الطفيليات، قد تميل الكائنات الحية في النهاية إلى التكاثر اللاجنسي، مما يقلل من تنوع الصفات الجنسية ثنائية الشكل. توفر الطفيليات فرصة لنقل المواد الوراثية بين الأنواع. في حالات نادرة، ولكنها مهمة، قد يسهل ذلك التغييرات التطورية التي لن تحدث بطريقة أخرى، أو التي قد تستغرق وقتًا أطول.

فيما يلي بعض دورات حياة طفيليات الأسماك: 

دورة حياة طفيلية خارجية قاملة السمك
دورة حياة دودة مثقوبة
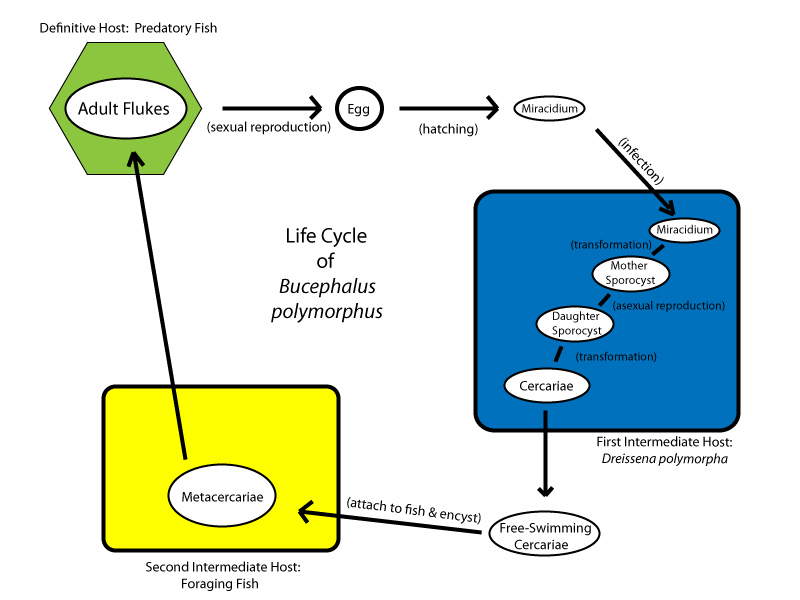
دورة حياة ثنائية العائل البيقورية
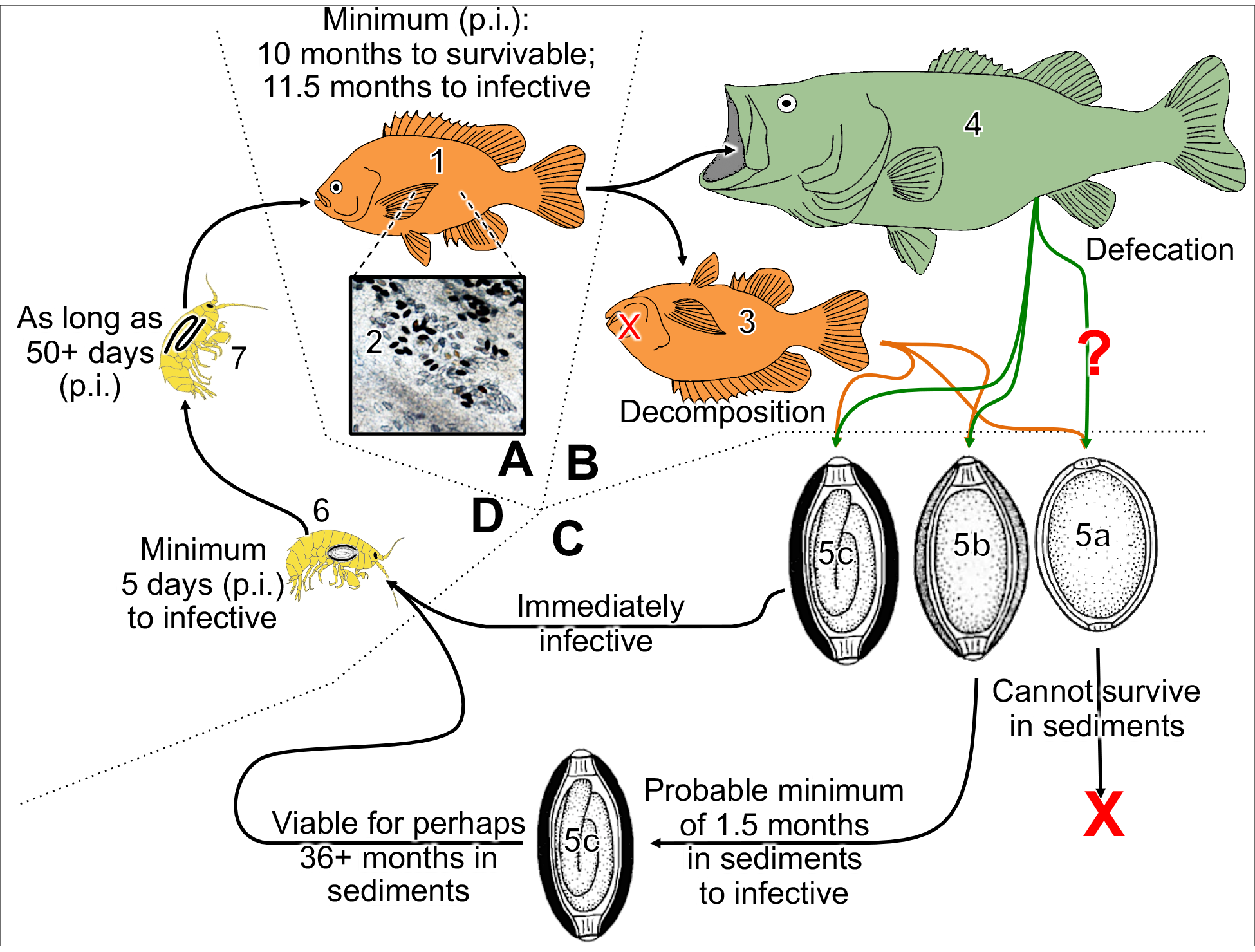
دورة حياة  دودة ثعبانية طفيلية هوفمانيلا هوفماني

## السمك المنظف

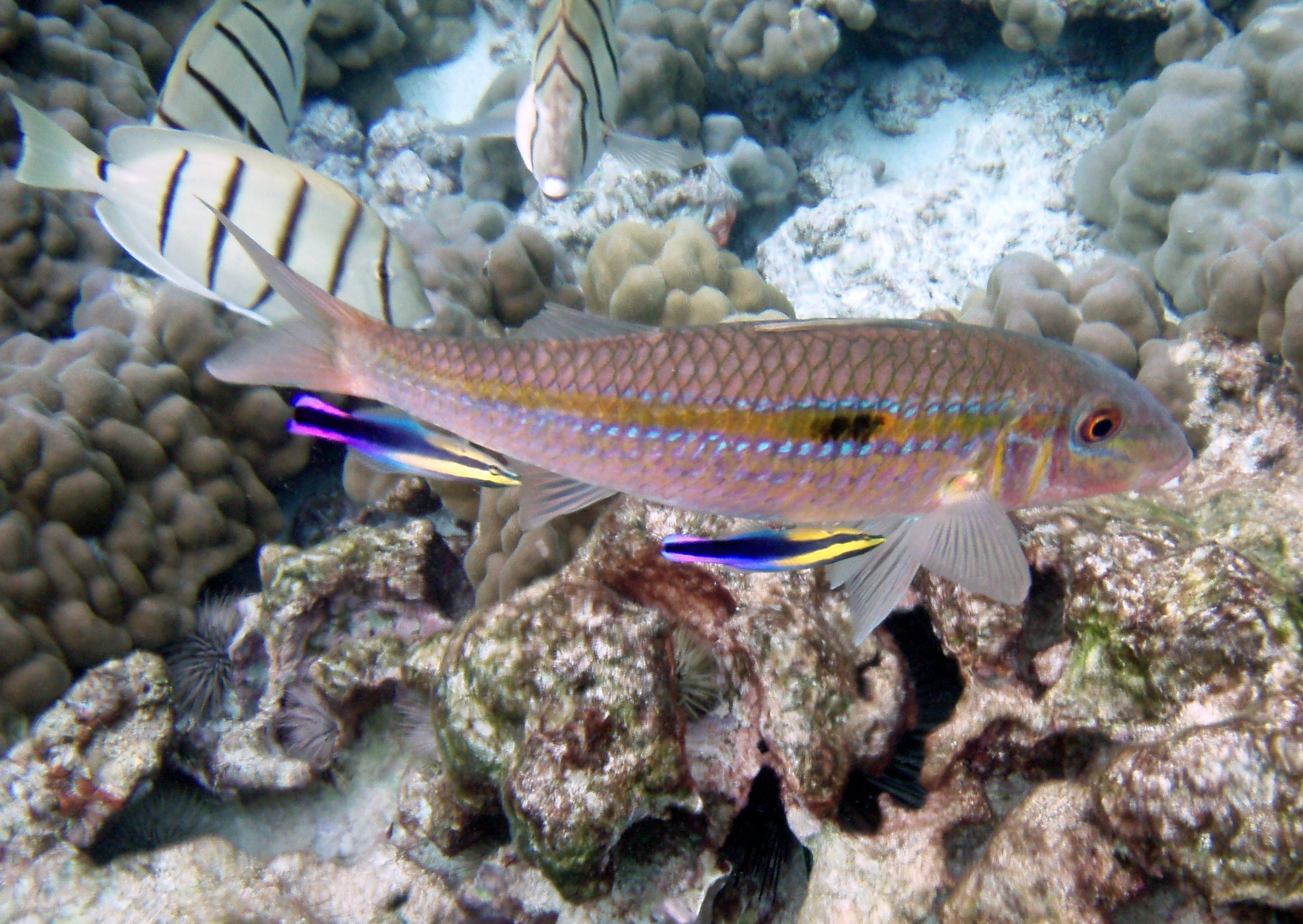
كيدميتان منظفتان (Labroides phthirophagus) تخدم سمكة أبو ذقن (Mulloidichthys flavolineatus).

بعض الأسماك تستفيد من الأسماك المنظفة لإزالة الطفيليات الخارجية. أشهر هذه الأنواع هي بلوستريك المنظفة من جنس اللبروسيات الموجودة على الشعاب المرجانية في المحيط الهندي والمحيط الهادئ. تدير هذه الأسماك الصغيرة بما يسمى «محطات التنظيف» حيث تتجمع الأسماك الأخرى، والمعروفة باسم المضيفين، وتؤدي حركات معينة لجذب انتباه الأسماك المنظفة. وقد لوحظت سلوكيات التنظيف في عدد من مجموعات الأسماك الأخرى، بما في ذلك حالة مثيرة للاهتمام بين اثنين من البلطي من نفس الجنس، الإتروبوليس المنقطة (السمكة المنظفة) واتروبوليس سوراتينيسيس الأكبر بكثير (السمكة المضيفة).
قد يوجد أكثر من 40 نوعًا من الطفيليات على جلد وفي داخل سمكة شمس المحيط، مما يحفز السمكة على البحث عن علاج بعدة طرق. في المناطق المعتدلة، تحتوي حقول عشب البحر المنجرفة على أعشاب منظفة وأسماك أخرى تزيل الطفيليات من جلد سمك الشمس الزائر. في المناطق الاستوائية، تطلب المولا مساعدة منظف من أسماك الشعاب المرجانية. من خلال التشمس على جانبها على السطح، تسمح سمكة الشمس أيضًا للطيور البحرية بالتغذية على الطفيليات من جلدها. وقد أبلغ عن بلوغ سمكة الشمس أكثر من عشرة أقدام فوق سطح، ويحتمل أن تكون هذه محاولة أخرى لطرد الطفيليات من الجسم.

## الموت الجماعي
بعض الأمراض تؤدي إلى وفاة جماعية. واحدة من أكثر الأمراض الغريبة والمكتشفة حديثًا تتسبب بانتحار أسماك ضخم في المياه البحرية الضحلة. سببها هو الصيادة بالمباغتة فيستيريا بيسيسيدا من السوطيات الدوارة.
عندما تكون أعداد كبيرة من الأسماك، مثل أسماك الفريسة المجتمعة، في أوضاع محصورة مثل الخلجان الضحلة، فتشجع إفرازات الأسماك هذه السوطية الدوارة، التي ليست سامة في العادة، على إنتاج الأبواغ الحيوانية التي تسبح بشكل حر. إذا بقي السمك في المنطقة، مع الاستمرار في توفير الغذاء، تبدأ الأبواغ الحيوانية في إفراز سم عصبي. يتسبب هذا السم في إصابة الأسماك بآفات نزفية، ويتقشر جلدها في الماء. ثم تأكل السوطيات الدم ورقائق الأنسجة بينما تموت الأسماك المصابة. من المعروف أن قتل الأسماك بهذه السوطيات شائع، وقد يكون أيضًا مسؤولًا عن وفيات في الماضي كان يُعتقد أنه لها أسباب أخرى.  يمكن أن ينظر إلي موتات باعتبارها آليات طبيعية لتنظيم تعداد من الأسماك الوفيرة للغاية. يزيد معدل حدوث عمليات القتل مع زيادة جريان المياه السطحية الملوثة عضوياً.

## سمك السلمون البري

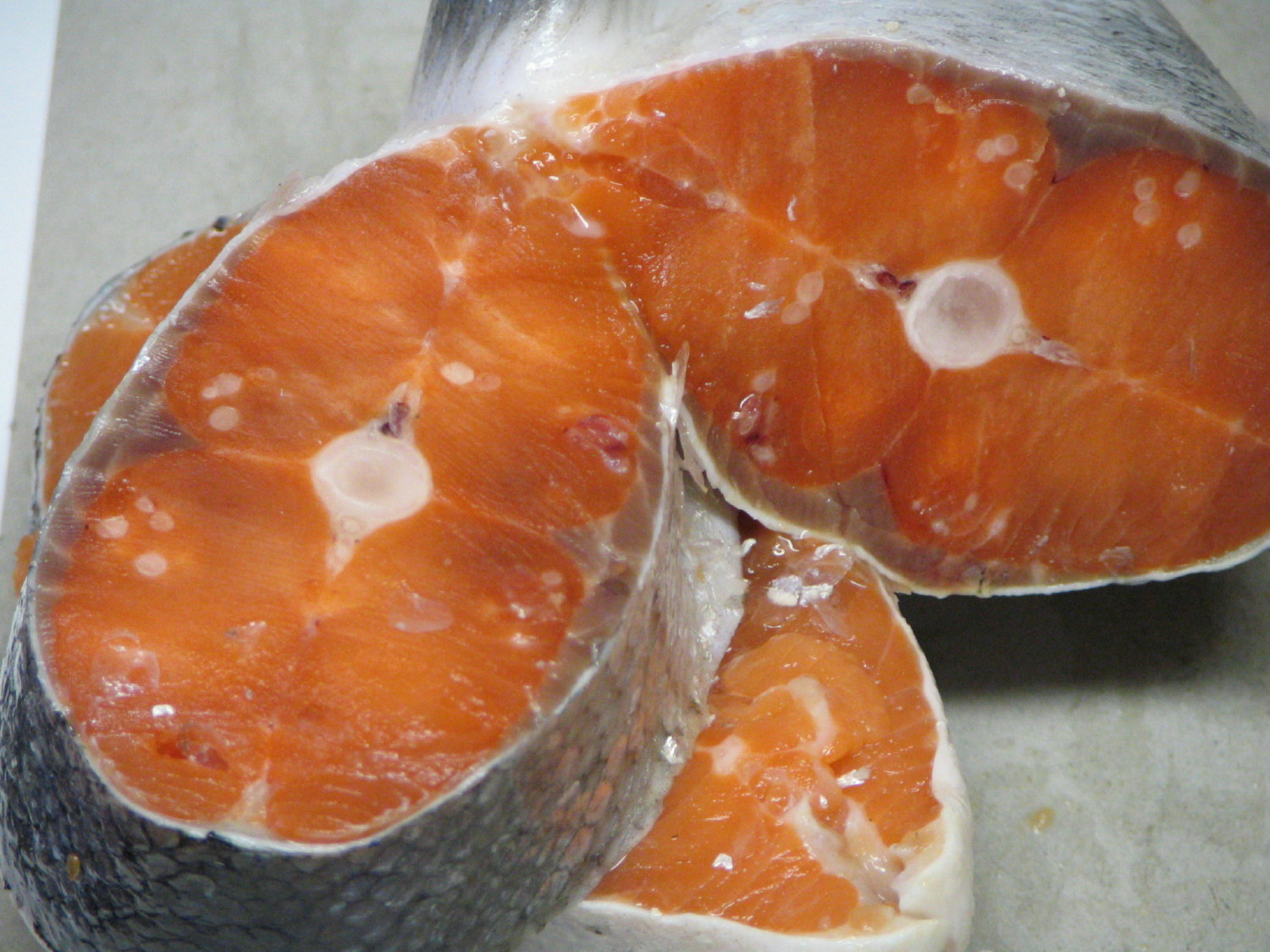
طفيلية سلمون المحيط الهادئ، طفيلي شائع في لحم السالمونيدات على الساحل الغربي لكندا. سلمون الكوهو.

وفقًا لعالمة الأحياء الكندية دوروثي كيسير، فإن طفيلية سلمون المحيط الهادئ البدائية توجد عادة في لحم السلمون. تم تسجيلها في عينات من سمك السلمون العائد إلى جزر الملكة شارلوت. تستجيب الأسماك عن طريق سد العدوى الطفيلية في عدد من الخراجات التي تحتوي على سائل حليبي. هذا السائل عبارة عن تراكم لعدد كبير من الطفيليات.
تتمتع هينيجويا وغيرها من الطفيليات في مجموعة الميكوسبورين بدورة حياة معقدة حيث يكون السلمون أحد المضيفين. تطلق الأسماك الجراثيم بعد التبويض. في حالة هينيجويا، تدخل الأبواغ في مضيف ثانٍ، على الأرجح من اللافقاريات، في تيار التبويض. عندما يهاجر السلمون اليافع إلى المحيط الهادئ، يطلق المضيف الثاني مرحلة معدية إلى السلمون. ثم ينقل الطفيل في سمك السلمون حتى دورة التبويض التالية.
وفقًا للدكتورة كيسير، تم إجراء الكثير من العمل على طفيلية سلمون المحيط الهادئ من قِبل العلماء في محطة المحيط الحيوية في نانايمو في منتصف الثمانينيات، على وجه الخصوص،  يوضح تقرير عام أن «الأسماك التي تعيش أطول وقت في المياه النقية كيفاعي لديها التهابات ملحوظة أكثر. وبترتيب الانتشار، الكوهو هي الأكثر التقاطا للعدوي يليها السلمون الاحمر والتشنوك وسالمون التشام والسالمون الوردي.» كذلك، يقول التقرير أنه في الوقت الذي أجريت فيه الدراسات، فإن المخزونات من الروافد الوسطى والعليا لنظم الأنهار الكبيرة في كولومبيا البريطانية مثل فريزر وسكينا وناس ومن الجداول الساحلية للبر الرئيسي في النصف الجنوبي من كولومبيا البريطانية «من المرجح أن يكون معدل انتشار العدوى منخفضًا بها.» يذكر التقرير أيضًا «يجب التأكيد على أن هنيغويا، رغم أنها ضارة اقتصاديًا، غير ضارة من وجهة نظر الصحة العامة. إنه طفيل سمكي لا يستطيع العيش أو التأثير على الحيوانات ذات الدم الدافئ، بما في ذلك الإنسان».

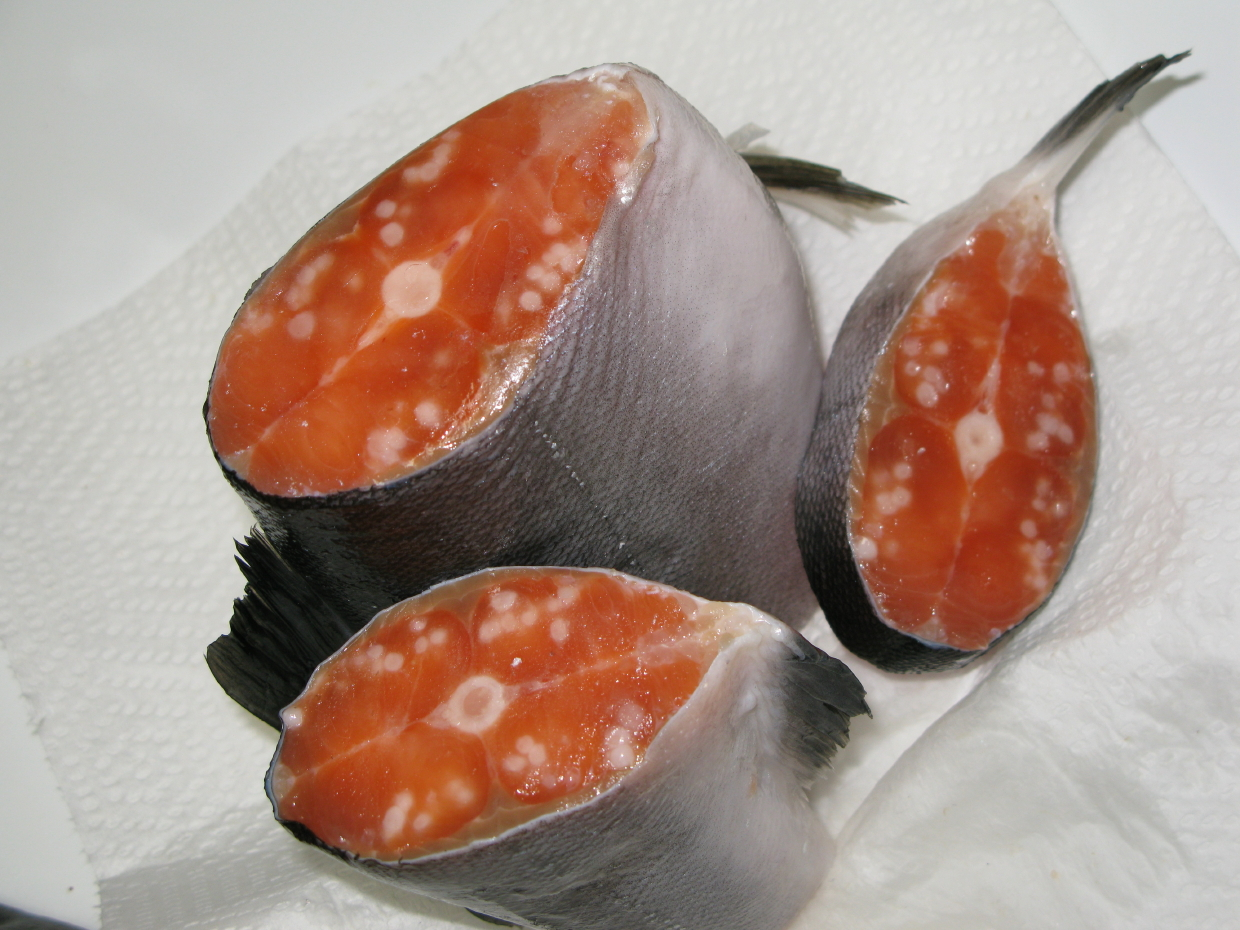
عينة من سمك السلمون الوردي مصابة بطفيلية سلمون المحيط الهادئ، تم اصطيادها قبالة هيدا غواي، غرب كندا في عام 2009

وفقًا لكلاوس شالي، أخصائي برنامج المحار في الرخويات في وكالة فحص الأغذية الكندية، «توجد طفيلية سلمون المحيط الهادئ في جنوب كولومبيا أيضًا وفي جميع أنواع السلمون. لقد سبق لي أن درست جوانب سمك سلمون التشام المدخن التي كانت مليئة بالخراجات وبعض السالمون الأحمر في باركلي ساوند (جنوب الساحل الغربي لجزيرة فانكوفر) لارتفاع معدل الإصابة بها.»
يمكن أن يتسبب قمل البحر، وخاصة ليبيوثايروس السلمون ومجموعة متنوعة من أنواع كاليجاس، بما في ذلك كاليجوس كليمنسي وكالجاس روجاركريسيي، في حدوث إصابات مميتة لكل من سلمون المزارع والسلمون البري. يهاجر قمل البحر والطفيليات الخارجية التي تتغذى على الأغشية المخاطية والدم والجلد، وتلتصق بالجلد الخاص بسمك السلمون البري خلال السباحة الحرة، في مراحل يرقات البلانكتون وكوبيبوديد،  والتي يمكن أن تستمر لعدة أيام. يمكن أن تخلق الأعداد الكبيرة من مزارع السلمون ذات الكثافة السمكية العالية والمفتوحة تركيزات كبيرة للغاية من قمل البحر؛ عند تعرضها علي مصبات الأنهار التي تحتوي على أعداد كبيرة من المزارع المفتوحة، يصاب العديد من السلمون البري اليافع، ولا ينجو نتيجة لذلك. قد يبقى السلمون البالغ على قيد الحياة بأعداد حرجة من قمل البحر، لكن سمك السلمون اليافع والصغير ذو الجلد الرقيق الذي يهاجر إلى البحر يكون ضعيفًا للغاية. على ساحل المحيط الهادي بكندا، يزيد معدل وفيات السلمون القرنفلي في بعض المناطق عن 80٪.

## سمك السلمون المستزرع

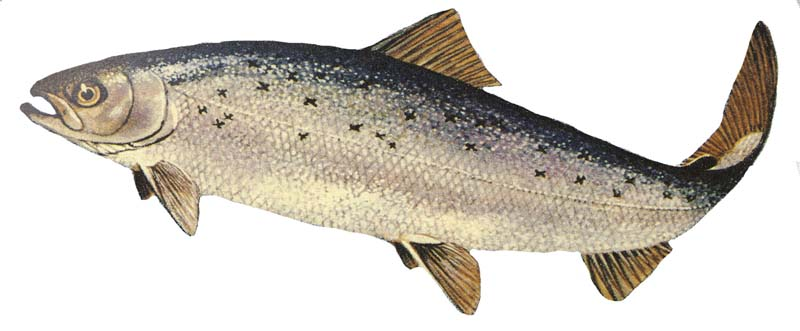
سمك السلمون الأطلسي

في عام 1972، انتشرت دودة السالمون المثقوبة، والتي تُعرف أيضًا باسم سلمون فلووك، وهي طفيلية أحادية المنشأ، من المزارع النرويجية إلى السلمون البري، ودمرت بعض قطعان السلمون البري.
في عام 1984، اكتشفت أنيميا السلمون المعدية (ISAv) في النرويج في مزرعة سلمون أطلسي. توفي 80 في المئة من الأسماك في التفشي. يعد ISAv، وهو مرض فيروسي، تهديدًا كبيرًا لحياة تربية سمك السلمون الأطلسي. وهو الآن أول الأمراض المصنفة في القائمة الأولى لنظام صحة الأسماك بالمفوضية الأوروبية. من بين تدابير أخرى، يتطلب هذا القضاء التام على مخزون الأسماك بأكمله في حالة تأكيد تفشي المرض في أي مزرعة. يؤثر ISAv بشكل خطير على مزارع السلمون في تشيلي والنرويج واسكتلندا وكندا، مما تتسبب في خسائر اقتصادية كبيرة للمزارع المصابة. كما يوحي الاسم، فإنه يسبب فقر الدم الوخيم من الأسماك المصابة. على عكس الثدييات، تحتوي خلايا الدم الحمراء للأسماك على الحمض النووي، ويمكن أن تصاب بالفيروسات. تطور الأسماك خياشيم شاحبة، وقد تسبح بالقرب من سطح الماء، لتبتلع الهواء. ومع ذلك، يمكن أن يتطور المرض أيضًا دون أن تظهر الأسماك أي علامات خارجية للمرض، وتحافظ الأسماك على شهيتها الطبيعية، ثم تموت فجأة. يمكن أن يتطور المرض ببطء في جميع أنحاء المزرعة المصابة، وفي أسوأ الحالات، قد تصل معدلات الوفيات إلى 100 في المائة. إنه يشكل تهديدا أيضًا للمخزونات المتضائلة من السلمون البري. وتشمل استراتيجيات الإدارة تطوير القاح وتحسين المقاومة الوراثية لهذا المرض.

في البرية، عادة ما تكون الأمراض والطفيليات في مستويات منخفضة، ويتم التحكم فيها عن طريق الافتراس الطبيعي على الأفراد الضعفاء. في الشباك السمكية المزدحمة يمكن أن تصبح أوبئة. تنتقل الأمراض والطفيليات أيضًا من مجموعات السلمون البري المستزرعة. هناك دراسة حديثة في كولومبيا البريطانية تربط انتشار قمل البحر الطفيلي من مزارع سمك السلمون في النهر إلى سمك السلمون الوردي البري في نفس النهر."  واستنتجت المفوضية الأوروبية (2002) أن "الحد من وفرة السالمونيد البري يرتبط أيضًا بعوامل أخرى، لكن هناك أدلة علمية أكثر وأكثر تثبت وجود صلة مباشرة بين عدد الأسماك البرية المصابة بالقمل ووجود أقفاص في المصب نفسه."  يقال إن سمك السلمون البري على الساحل الغربي لكندا يقرب الانقراض بواسطة قمل البحر من مزارع السلمون القريبة. وغالبا ما تستخدم المضادات الحيوية والمبيدات الحشرية للسيطرة على الأمراض والطفيليات. 

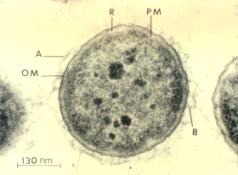
الجرثومة الضمنية  [لغات أخرى]‏، وهي بكتيريا سلبية الغرام، تسبب الإصابة بفيروس مرض الدمل في أسماك المياه العذبة والبحرية.
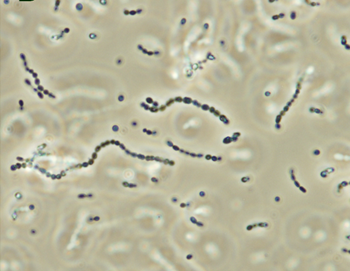
تسببت البكتيريا العقدية iniae  [لغات أخرى]‏، إيجابية الغرام، والمكورة في خسائر تصل الي 100 مليون دولار في بالأسماك البحرية وأسماك المياه العذبة بالولايات المتحدة في عام 1997.
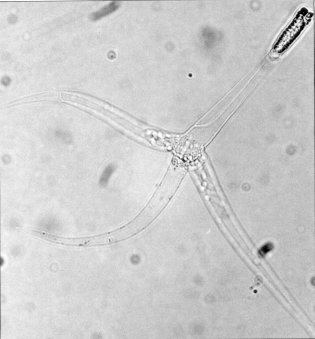
الميخوط الدماغي، وهو طفيلي مخاطي الأبواغ، يسبب مرض الدوران في مزارع السلمون والسلمون المرقط وأيضا في أعداد الأسماك البرية.
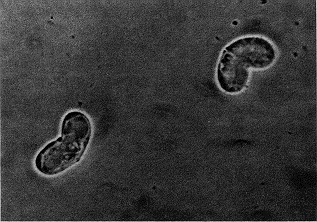
الشاستا المخاطية المقترنة، طفيل آخر من فصيلة مخاطيات الأبواغ، يصيب السلمونيات على ساحل المحيط الهادئ في أمريكا الشمالية.

## أسماك الشعاب المرجانية
تتميز أسماك الشعاب المرجانية بالتنوع الحيوي بدرجة مرتفعة. ونتيجة لذلك تظهر طفيليات أسماك الشعاب المرجانية تنوعًا هائلاً. وتشمل الطفيليات من المرجان أسماك الشعاب الديدان الأسطوانية، الديدان المسطحة (الديدان الشريطية، ثنائيات الأجيال، وأحاديات العائل)، العلقيات، القشريات الطفيلية مثل كائنات متماثلات الأرجل ومجدافيات الأرجل،  والكائنات الحية الدقيقة المختلفة مثل مخاطيات الأبواغ والبويغيات. تحتوي بعض هذه الطفيليات السمكية على دورات حياة غير متجانسة (أي تحتوي على عدة مضيفات) من بينها أسماك القرش (بعض أنواع الديدان) أو الرخويات (الموليات). يزيد التنوع البيولوجي العالي للشعاب المرجانية من تعقيد التفاعلات بين الطفيليات ومضيفاتها المختلفة والمتعددة. أظهرت التقديرات العددية للتنوع البيولوجي للطفيل أن بعض أنواع أسماك الشعاب المرجانية بها ما يصل إلى 30 نوعًا من الطفيليات. متوسط عدد الطفيليات لكل نوع من الأسماك حوالي عشرة.  هذا له نتيجة في مصطلح الانقراض الجماعي. تشير النتائج التي تم الحصول عليها عن أسماك الشعاب المرجانية في كاليدونيا الجديدة إلى أن انقراض أنواع أسماك الشعاب المرجانية ذات الحجم المتوسط سيؤدي في النهاية إلى الانقراض الجماعي لعشرة أنواع من الطفيليات على الأقل. 

## سمك أحواض الأسماك

دورة النيتروجين في حوض السمك المشترك.

أسماك الزينة المحفوظة في أحواض السمك عرضة للعديد من الأمراض. في معظم أحواض الزينة، توجدالأسماك بكثافة عالية وحجم المياه محدود. وهذا يعني أن الأمراض المعدية يمكن أن تنتشر بسرعة إلى معظم أو كل الأسماك في الحوض. يمكن لدورة النيتروجين غير السليمة، والنباتات غير المناسبة للأحواض المائية واللافقاريات التي قد تكون ضارة بالمياه العذبة أن تضر مباشرة أو تزيد من الضغوط على أسماك الزينة في الحوض. على الرغم من ذلك، يمكن تجنب أو منع العديد من الأمراض في الأسماك الزينة من خلال توفير الظروف المائية المناسبة ونظام بيئي جيد الضبط داخل الحوض. التسمم بالأمونيا هو مرض شائع في أحواض السمك الجديدة، وخاصة عندما يتم ملئه على الفور بكامل طاقته.

نظرًا لصغر حجمهم والتكلفة المنخفضة لاستبدال أسماك الزينة المريضة أو الميتة، غالبًا ما يُنظر إلى تكلفة اختبار وعلاج الأمراض على أنها مشكلة أكبر من قيمة الأسماك. 

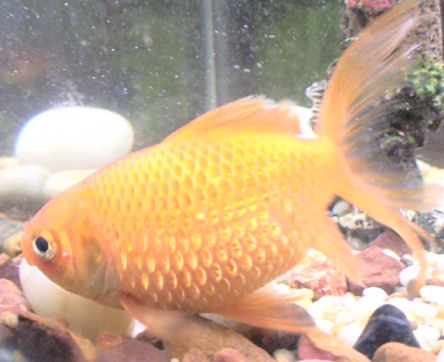
سمكة ذهبية مريضة بمرض "Dropsy".
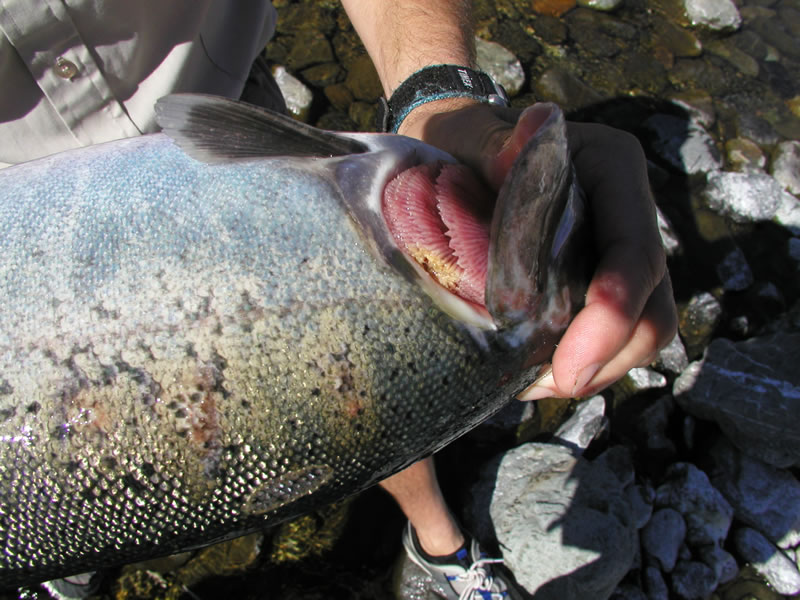
Columnaris في خياشيم سلمون شينوك.
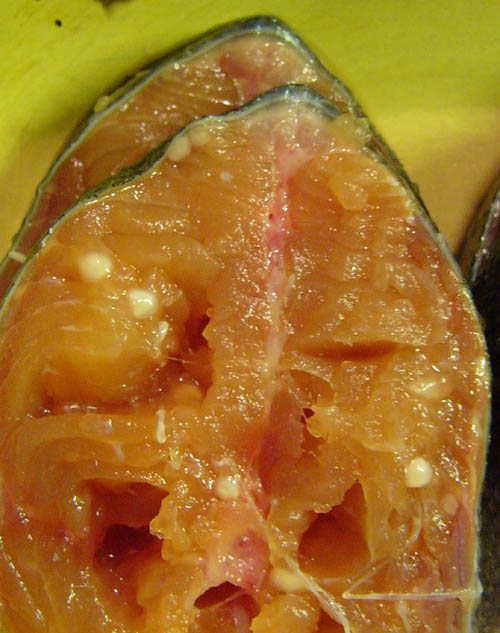
طفيلي Henneguya zschokkei في لحية السلمون.
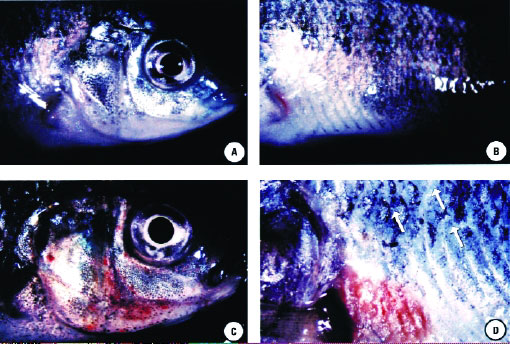
تقرحات جلدية في البلطي المعرضة Pfiesteria shumwayae.

## جهاز المناعة
تختلف أجهزة المناعة حسب نوع السمك. في اللافكيات (أسماك لامبيري والسمك المخاطي)، لا توجد أعضاء لمفاوية حقيقية. تعتمد هذه الأسماك على مناطق الأنسجة اللمفاوية داخل الأعضاء الأخرى لإنتاج الخلايا المناعية. على سبيل المثال، يتم إنتاج خلايا الدم الحمراء والخلايا البلعمية وخلايا البلازما في الكلى الأمامية وبعض مناطق الأمعاء (حيث تنضج المحببات، والتي تشبه نخاع العظام البدائي في الأسماك المخاطية. الأسماك الغضروفية (أسماك القرش والراي) لديها جهاز مناعة أكثر تقدما. فلديهم ثلاثة أجهزة متخصصة فريدة من نوعها في الأسماك الغضروفية. الأعضاء (أنسجة لمفاوية مماثلة لعظام الثدييات) التي تحيط الغدد التناسلية، عضو ليديغ داخل جدران المريء، والصمام الحلزوني في الأمعاء. هذه الأجهزة تضم الخلايا المناعية النموذجية (المحببة واللمفاوية والبلازمية). لديهم أيضًا الغدة الزعترية القابلة للتعريف والطحال المتطور (أهم عضو في الجهاز المناعي) حيث تتطور الخلايا الليمفاوية المختلفة وخلايا البلازما والبلاعم ويتم تخزينها. تمتلك الأسماك كثيرات الزعانف (الأسماك المخاطية وكثيرات الزعانف) موقعًا رئيسيًا لإنتاج المحببات داخل كتلة مرتبطة مع السحايا (الأغشية المحيطة بالجهاز العصبي المركزي). غالبًا ما يتم تغطية القلب بأنسجة تحتوي على الخلايا اللمفاوية والخلايا الشبكية وعدد صغير من الخلايا البلعمية. الكلى الكوندروستينية هي عضو مهم لتكوين الدم. حيث تنمو كريات الدم الحمراء، المحببات، الخلايا اللمفاوية والبلاعم.
مثل الأسماك الغضروفية، تشمل الأنسجة المناعية الرئيسية للأسماك العظمية (أو العظميات) الكلى (خاصة الكلى الأمامية)، والتي تضم العديد من الخلايا المناعية المختلفة. بالإضافة إلى ذلك، تمتلك الأسماك العظمية الغدة الصعترية ومناطق مناعية متناثرة داخل الأنسجة المخاطية (على سبيل المثال في الجلد والخياشيم والأمعاء والغدد التناسلية). يشبه إلى حد كبير الجهاز المناعي للثدييات، يُعتقد أن الكريات الحمرانية النائية، العدلات والخلايا الحبيبية توجد في الطحال، في حين أن الخلايا الليمفاوية هي نوع الخلية الرئيسي الموجود في الغدة الصعترية. في عام 2006، وصف نظام لمفاوي مماثل لتلك الموجودة في الثدييات في نوع واحد من الأسماك العظمية، وهو الدانيو المخطط. على الرغم من عدم تأكيد ذلك حتى الآن، فمن المفترض أن يكون هذا النظام حيث تتراكم الخلايا التائية الساذجة (غير المستحثة) أثناء انتظار مواجهة مستضد.

## نشر المرض والطفيليات
يمكن أن يؤدي التقاط أسماك الطعم ونقلها واستزراعها إلى انتشار الكائنات الحية الضارة بين النظم البيئية، مما يعرضها للخطر. في عام 2007، سنت العديد من الولايات الأمريكية، بما في ذلك ميشيغان، لوائح تهدف إلى إبطاء انتشار أمراض الأسماك، بما في ذلك تسمم الدم النزفي الفيروسي، عن طريق أسماك الطعم. نظرًا لخطر انتقال داء الميخوط الدماغي (مرض الدوران)، يجب عدم استخدام سمك السلمون المرقط وسمك السلمون كطعم. قد يزيد الصيادون من احتمال التلوث عن طريق إفراغ دلاء الطعم في أماكن الصيد وجمع أو استخدام الطعم بشكل غير صحيح. إن نقل الأسماك من موقع إلى آخر يمكن أن ينتهك القانون ويسبب استقدام الأسماك والطفيليات في النظام البيئي.

## تناول الأسماك النيئة

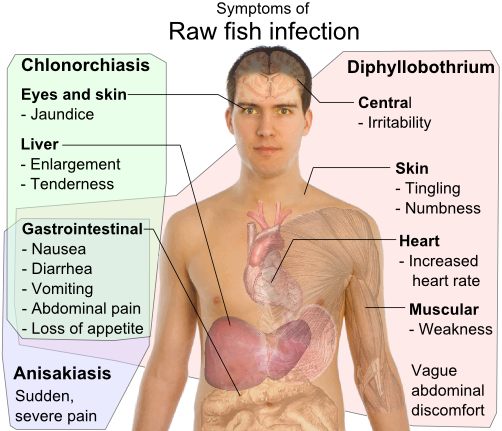
الأعراض التفاضلية للإصابة بالطفيليات التي تصيب الأسماك النيئة : متفرع الخصية الصيني، المتشاخسة والعوساء، جميعها لها أعراض معدية معوية.

وإن لم تكن تسبب مشكلة صحية في الأسماك المطبوخة جيدا، تشكل الطفيليات مصدر قلق عندما يأكل الإنسان الأسماك النيئة أو يحفظ بعض الأسماك بخفة مثل الساشيمي، السوشي، السيبيتشيي، والجرافلاكس. تجعل شعبية أطباق السمك النيئ هذه من المهم إدراك مستهلكوها بمخاطرها. يجب تجميد الأسماك النيئة بدرجة حرارة داخلية −20 درجة مئوية (4-° فهرنهايت) لمدة 7 أيام على الأقل لقتل الطفيليات. من المهم أن تدرك أن المجمدات المنزلية قد لا تكون باردة بما يكفي لقتل الطفيليات.
تقليديا، تعتبر الأسماك التي تعيش كل أو جزء من حياتهم في المياه العذبة غير مناسبة للساشيمي بسبب احتمال وجود طفيليات بها. تعد الإصابات الطفيلية من أسماك المياه العذبة مشكلة خطيرة في بعض أنحاء العالم، وخاصة في جنوب شرق آسيا. الأسماك التي تقضي جزءًا من دورة حياتها في المياه المالحة، مثل السلمون، يمكن أن تكون أيضًا مشكلة. أظهرت دراسة أجريت في سياتل بواشنطن أن 100٪ من سمك السلمون البري لديه يرقات دودية قادرة على إصابة الناس. في نفس الدراسة لم يظهر السلمون بالمزارع السمكية أي يرقات دودية.
تعد الإصابة بالطفيل الناجم عن الأسماك النيئة أمرًا نادرًا في العالم المتقدم (أقل من 40 حالة سنويًا في الولايات المتحدة)، ويشتمل بشكل أساسي على ثلاثة أنواع من الطفيليات: متفرع الخصية الصيني، المتشاخسة والعوساء. تظهر الإصابة بعدوى الدودة الشريطية العوساء العريضة للأسماك في البلدان التي يتناول فيها الأشخاص الأسماك النيئة أو غير المطهية جيدًا، مثل بعض البلدان في آسيا وأوروبا الشرقية والدول الاسكندنافية وأفريقيا وأمريكا الشمالية والجنوبية. إن خطر الإصابة بالمتشاخسة أعلى بشكل خاص في الأسماك التي قد تعيش في النهر مثل السلمون في السلمونيات، والماكريل. يمكن تجنب هذه العدوى من الطفيليات عمومًا عن طريق غليها أو حرقها أو حفظها في الملح أو الخل أو التجمد طوال الليل. حتى اليابانيين لا يأكلون أبدًا سمك السلمون النيئ أو الإكورا (سمك السلمون رو)، وحتى إذا بدوا نيئين، فهذه الأطعمة ليست نيئة ولكنها مجمدة طوال الليل لمنع الإصابة بالطفيليات، خاصةً مرض المتشاخسة.

فيما يلي بعض دورات حياة طفيليات الأسماك التي يمكن أن تصيب البشر : 

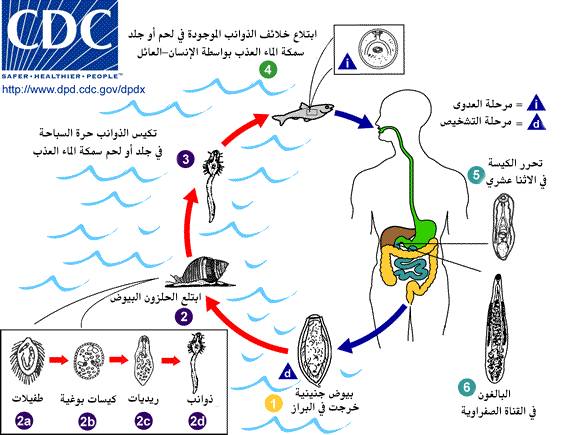
دورة حياة المثقوبة الكبدية متفرع الحصية الصيني
دورة حياة الدودة المتشاخسة  الطفيلية
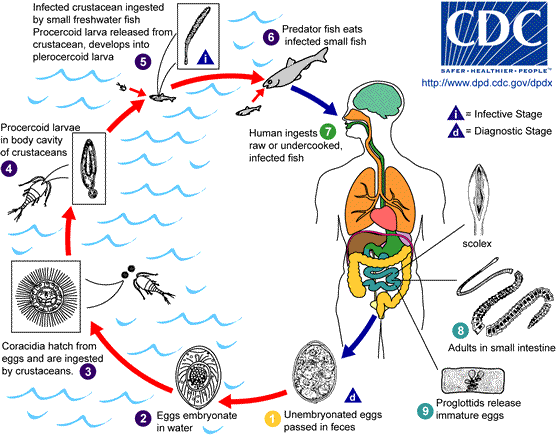
دورة حياة دودة العوساء العريضة الطفيلية
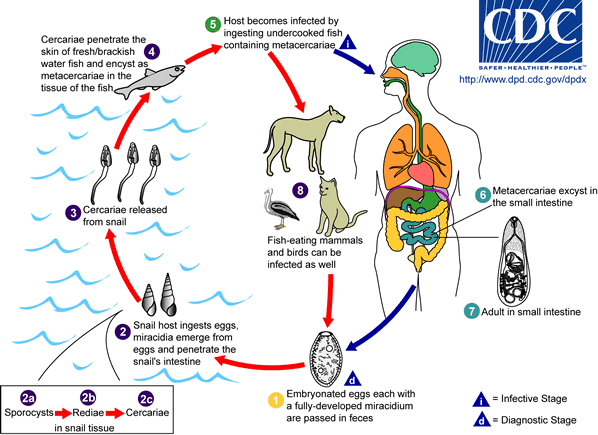
دورة حياة دودة ثنائيات الأجيال خلفية المناسل, المعوية المثقوبة

## روابط خارجية
- مساعدة في الإجهاد والمرض
- مجلة أمراض الأسماك
- يضع الاتحاد الأوروبي إطارًا من التدابير لمكافحة بعض أمراض الأسماك بشكل فعال ولمنع انتشارها.
- Watershed Watch Salmon Society هي جماعة مناصرة لكولومبيا البريطانية لسمك السلمون البري
- السلمون البري في مشكلة: الصلة بين سمك السلمون المستزرع، قمل البحر والسلمون البري  - مستجمعات المياه ووتش السلمون المجتمع. فيديو قصير متحرك يستند إلى بحث علمي راجعه النظراء، مع مقالة خلفية الموضوع «ترقب من Wild Salmon».
- ثورة الأحياء المائية: الحالة العلمية لتغيير زراعة سمك السلمون  - مستجمعات المياه ووتش السلمون المجتمع. فيلم وثائقي قصير. يتحدث العلماء البارزون وممثلو الأمة الأولى عن رأيهم في صناعة استزراع السلمون وتأثيرات قمل البحر على مجموعات السلمون البري
- تحالف قمل البحر لإصلاح الاستزراع المائي. لمحة عامة عن الآثار التفاعلية المستزرعة السلمون البرية.
- مشاكل زراعة السلمون التحالف الساحلي لإصلاح الاستزراع المائي. لمحة عامة عن الآثار البيئية لاستزراع السلمون.
- مزارع الأسماك تدفع السكان السلمون البري نحو الانقراض. 13 ديسمبر 2007.
- طفيليات السلمونيد مجموعة أبحاث البيئة البحرية بجامعة سانت أندروز.
- FishPEST - أداة برنامج البيئة لطفيلي السمك